# Eremo di San Michele alle Grottelle
L'eremo di San Michele alle Grottelle si trova a Padula (provincia di Salerno).

## Storia
L'Eremo è situato lungo il fianco est della collina di San Sepolcro, ad un’altezza di circa 750m sul livello del mare. Il luogo, già frequentato in età pagana, era dedicato al dio Attis; quando al paganesimo subentrò il cristianesimo, la chiesa fu dedicata a San Michele Arcangelo e a San Giacomo, come rilevabile dall'edicola ivi presente.
Nell'XI secolo il santuario era di pertinenza del monastero di San Nicola al Torone e, nel 1538, la Certosa di Padula acquisì l’eremo e tutti i territori dell’abate di San Nicola al Torone.

## Descrizione
L’ingresso della grotta è stato probabilmente scavato nella roccia dai pellegrini e sostituisce quello precedente, nel quale è stata realizzata la sacrestia. Nell'atrio, che precede la grotta, un cancello.
Nella concavità rocciosa a sinistra si notano resti di affreschi del XIV secolo che raffigurano la Natività e l'incoronazione della Vergine; entrando attraverso l’ingresso attuale, sulla sinistra vi è la tomba di Bernardino Brancaccio risalente, come detto, al 1538. 

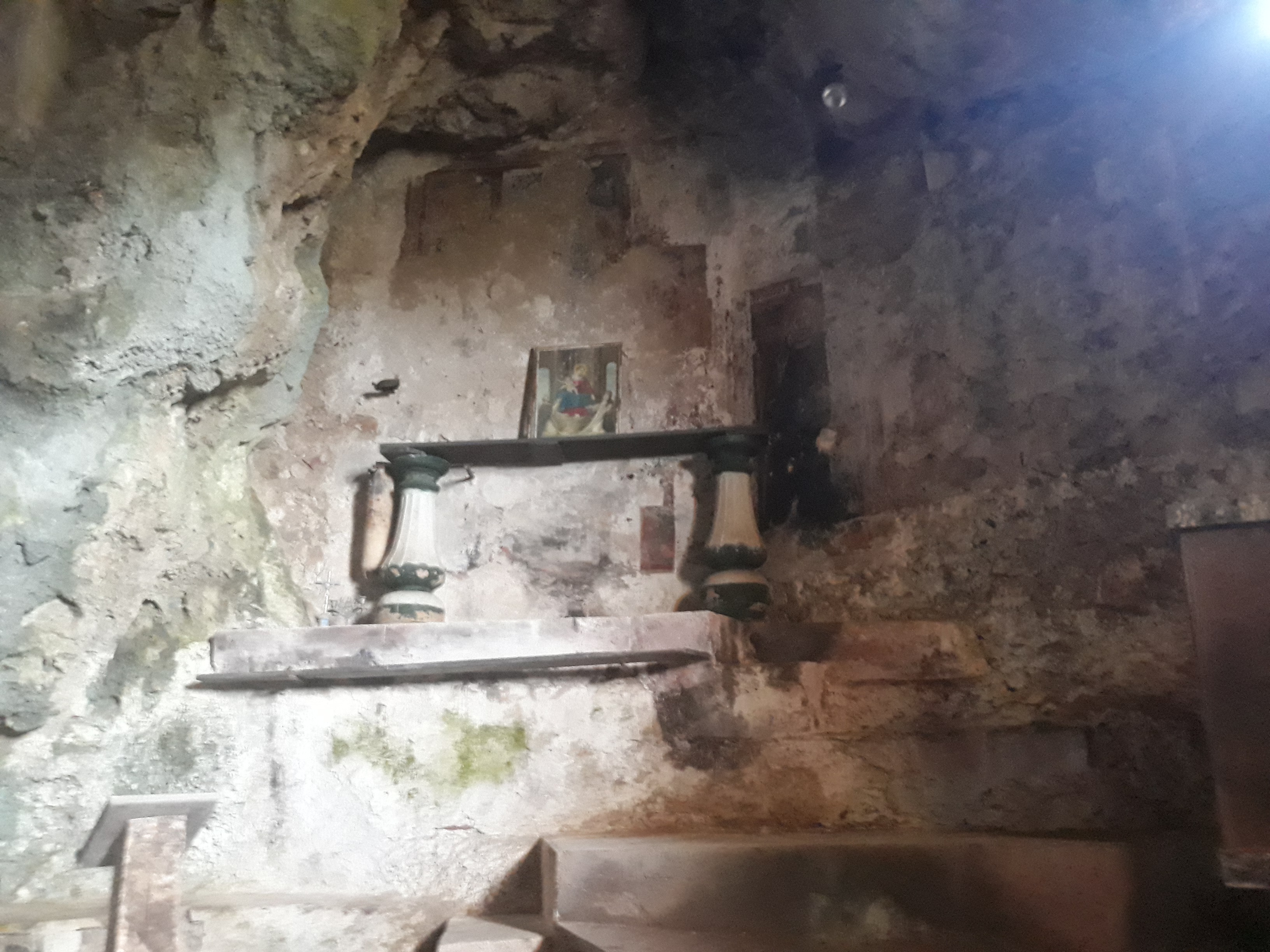
Resti di alcuni affreschi dell'Eremo

Nella grotta, sulla destra, si presenta un arco realizzato nell'ultimo secolo e mezzo: l’altare è in parte stato ricostruito negli anni Ottanta del Novecento e presenta degli affreschi realizzati dai certosini nel 1693 da Michelangelo Caputo, che ha affrescato anche la chiesa delle donne nella Certosa di Padula. Per quanto riguarda questi affreschi, il loro stato di conservazione è discreto e si riconoscono cicli su san Lorenzo e sul primo martire santo Stefano.

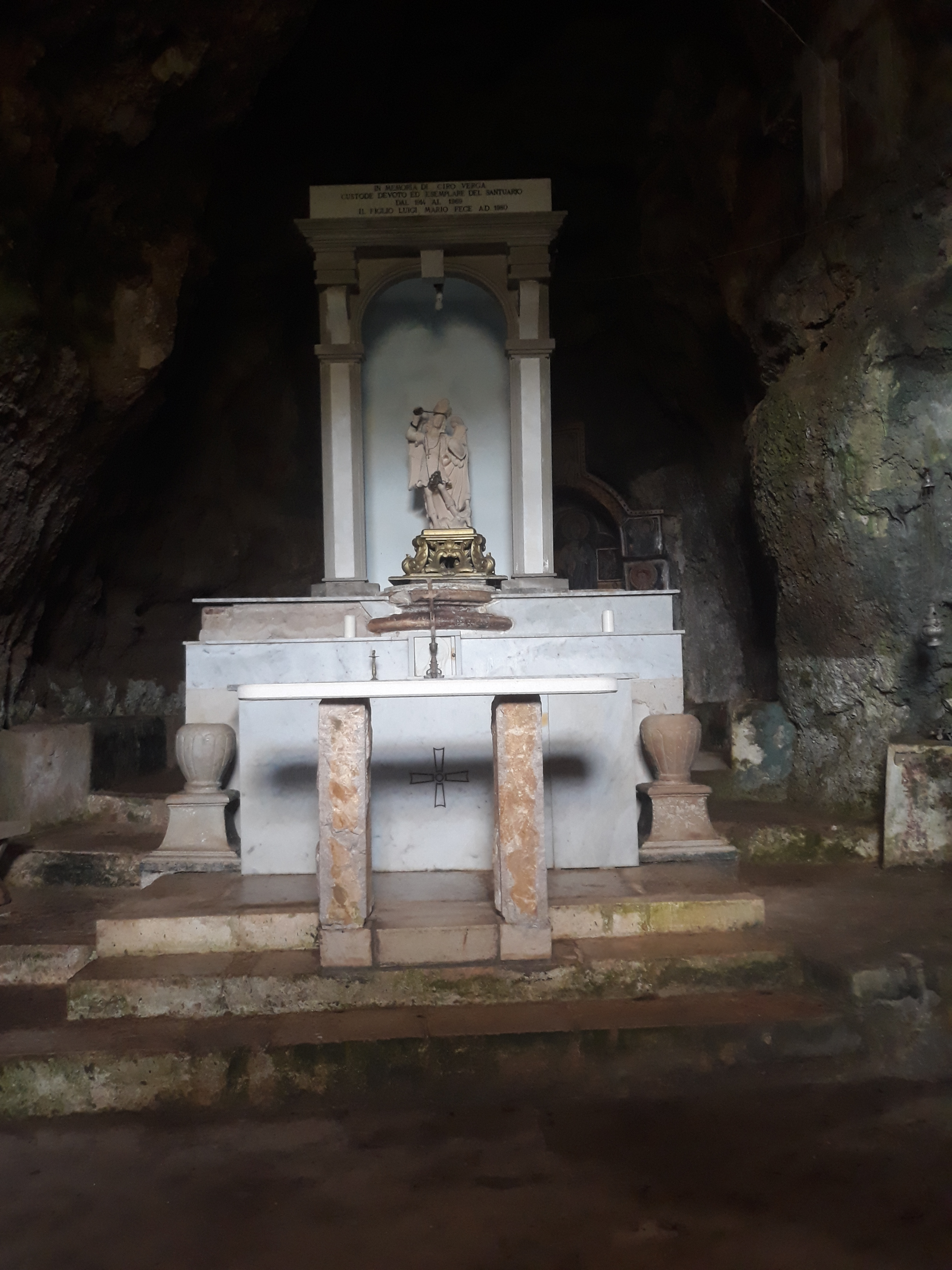
Altare dell'Eremo

L'altare è sormontato da un arco e da una larga cornice aggettante che poggia su questa, dietro il quale è presente un’edicola posteriore al ciclo mariano esterno e databile intorno al XV secolo: essa presenta riquadri e zone con spesse linee colorate rosse, gialle e bianche, oltre a un affresco di san Benedetto. 
All'estremità del sottarco vi sono fasce decorate a motivi geometrici di rettangoli e losanghe neri e rossi. 
Sulla destra, invece, gli affreschi del ciclo di Santa Caterina d’Alessandria, San Benedetto e una Madonna di origine bizantina. 

Sulla parete di fondo è rappresentato san Giacomo, di cui vengono illustrati tre miracoli nella nicchia delle grottelle: il miracolo dell'impiccato, il miracolo delle mele d'oro e il miracolo del pellegrino morto. 

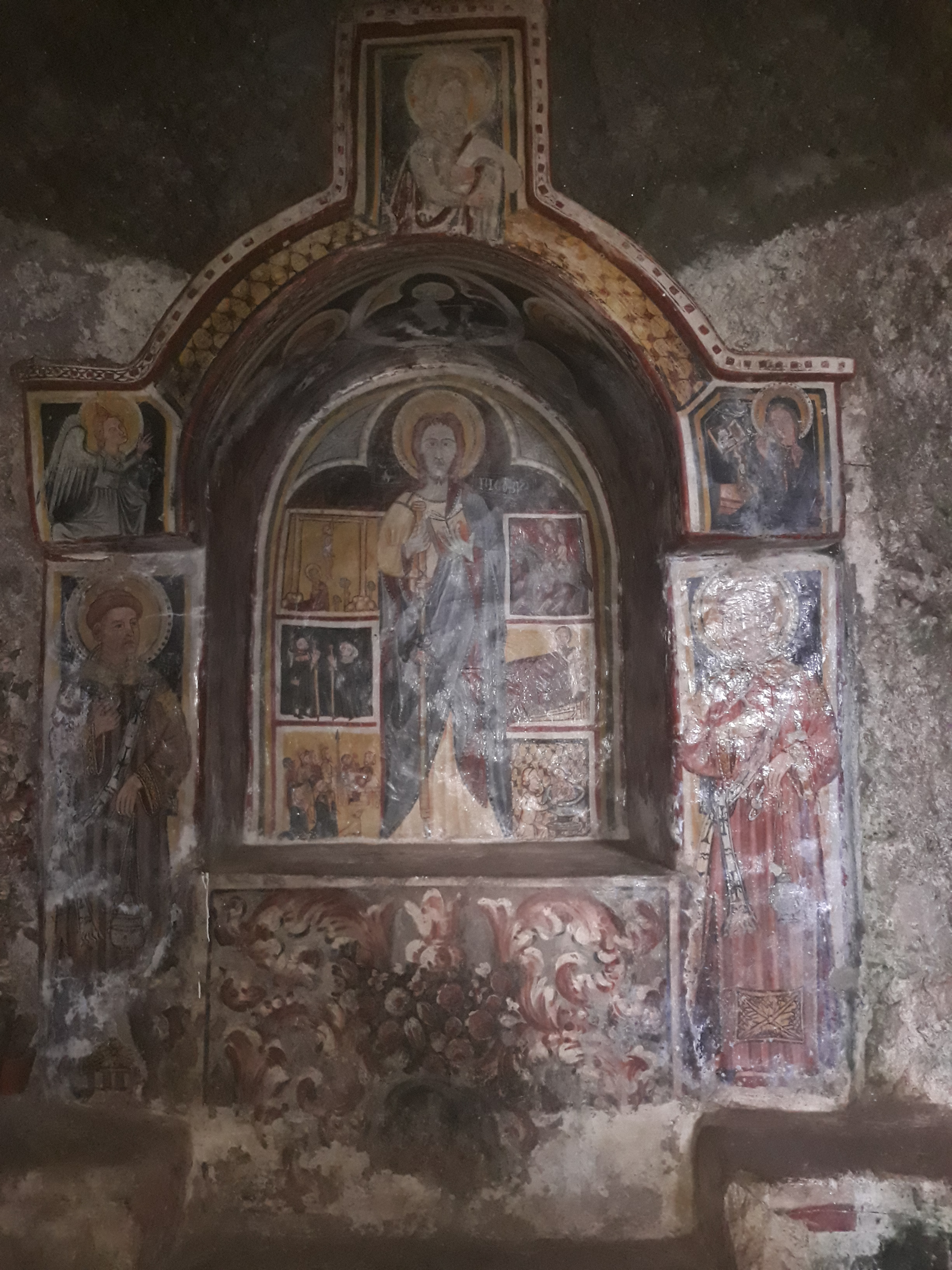
Edicola di San Giacomo

La zona esterna della nicchia presenta in alto una cornice curva con tre riquadri che raffigurano l'Annunciazione e l'Eterno legati da una banda gialla a righe rosse incrociate. Un fregio a quadrati simili alle stelle separa la parete di fondo dal sottarco.